# Camel Up (brætspil)
Camel Up eller Camel Cup er et brætspil for to til otte spillere udgivet af Pegasus Spiele i 2014.
Camel Up er designet af Steffen Bogen og illustreret af Dennis Lohausen. Camel up har vundet prisen "Spiel des Jahres" i 2014.